# Cleidecosta
Cleidecosta is een geslacht van kevers uit de familie  
kniptorren (Elateridae).
Het geslacht is voor het eerst wetenschappelijk beschreven in 2002 door Johnson.

## Soorten
Het geslacht omvat de volgende soorten:
- Cleidecosta glyphoderus (Candèze, 1865)
- Cleidecosta obscurus (Costa, 1975)